# Allie Haze
Allie Haze (Redlands, 10 maggio 1987) è un'attrice pornografica statunitense.

## Biografia
Di origini olandesi e latine, è cresciuta in una piccola città della Contea di San Bernardino. Allie Haze, dopo aver preso parte a numerose scene destinate a internet, debutta nel cinema pornografico nel 2009.
Nel 2011 firma un contratto in esclusiva con la Vivid, e al Festival di Cannes presenta la nuova serie di film su Emmanuelle, girati in 3D, serie che riprende quella francese degli Anni Settanta basata sull'omonimo romanzo, e che ebbero poi un seguito in Italia con la serie di Emanuelle nera. 
In carriera ha girato oltre 550 scene, ottenendo 2 AVN, 2 XRCO e 1 XBIZ Awards.

## Vita privata
Ha sposato a 18 anni un predicatore da cui ha divorziato due anni dopo.

## Riconoscimenti
- AVN Awards
  - 2011 – Most Outrageous Sex Scene per Belladonna: Fetish Fanatic 8 con Adrianna Nicole e Amy Brooke[8]
  - 2015 – Best Three-Way Sex Scene - Boy/Boy/Girl per Allie con Ramon Nomar e Mick Blue[9]

- XBIZ Awards
  - 2013 – Best Actress - Parody Release per Star Wars XXX: A Porn Parody[10]

- XRCO Awards
  - 2011 – Best New Starlet[11]
  - 2012 – Cream Dream[12]

## Filmografia
- Backyard Amateurs 21 (2009)
- Barely Legal 101 (2009)
- Big Bodacious Knockers 7 (2009)
- Big Oiled Up Asses 3 (2009)
- Handjobs Across America 30 (2009)
- I Screwed My Stepsister's Girlfriend 1 (2009)
- Lesbian Cheaters 2 (2009)
- Mother-Daughter Exchange Club 9 (2009)
- Over Stuffed 10 (2009)
- Pound The Round POV 2 (2009)
- Relax He's My Stepdad 1 (2009)
- She's My Man 6 (2009)
- Twisted Passions 6 (2009)
- Almost Heaven (2010)
- ATK Newcomers 1 (2010)
- Awakening to Love (2010)
- Babysitter Diaries 4 (2010)
- Backyard Amateurs 23 (2010)
- Belladonna: Fetish Fanatic 8 (2010)
- Best of Big Butts 4 (2010)
- Big Ass Crackers (2010)
- Big Ass Handywomen (2010)
- Big Dick Gloryholes 4 (2010)
- Boffing The Babysitter 4 (2010)
- Bullied Bi Cuckolds 9 (2010)
- Buttman's Stretch Class 4 (2010)
- CEOs and Office Ho's (2010)Allie Haze in una foto del 2011.
- Doctor 2 (2010)
- Face Fucking Inc. 8 (2010)
- Field of Schemes 8 (2010)
- Foot Fetish Daily 3 (2010)
- Forced Bi Cuckolds 9 (2010)
- Fuck Machines 7 (2010)
- Fuck Slaves 5 (2010)
- Fuck Team 5 9 (2010)
- Girls Kissing Girls 6 (2010)
- Happy Ending Hookers (2010)

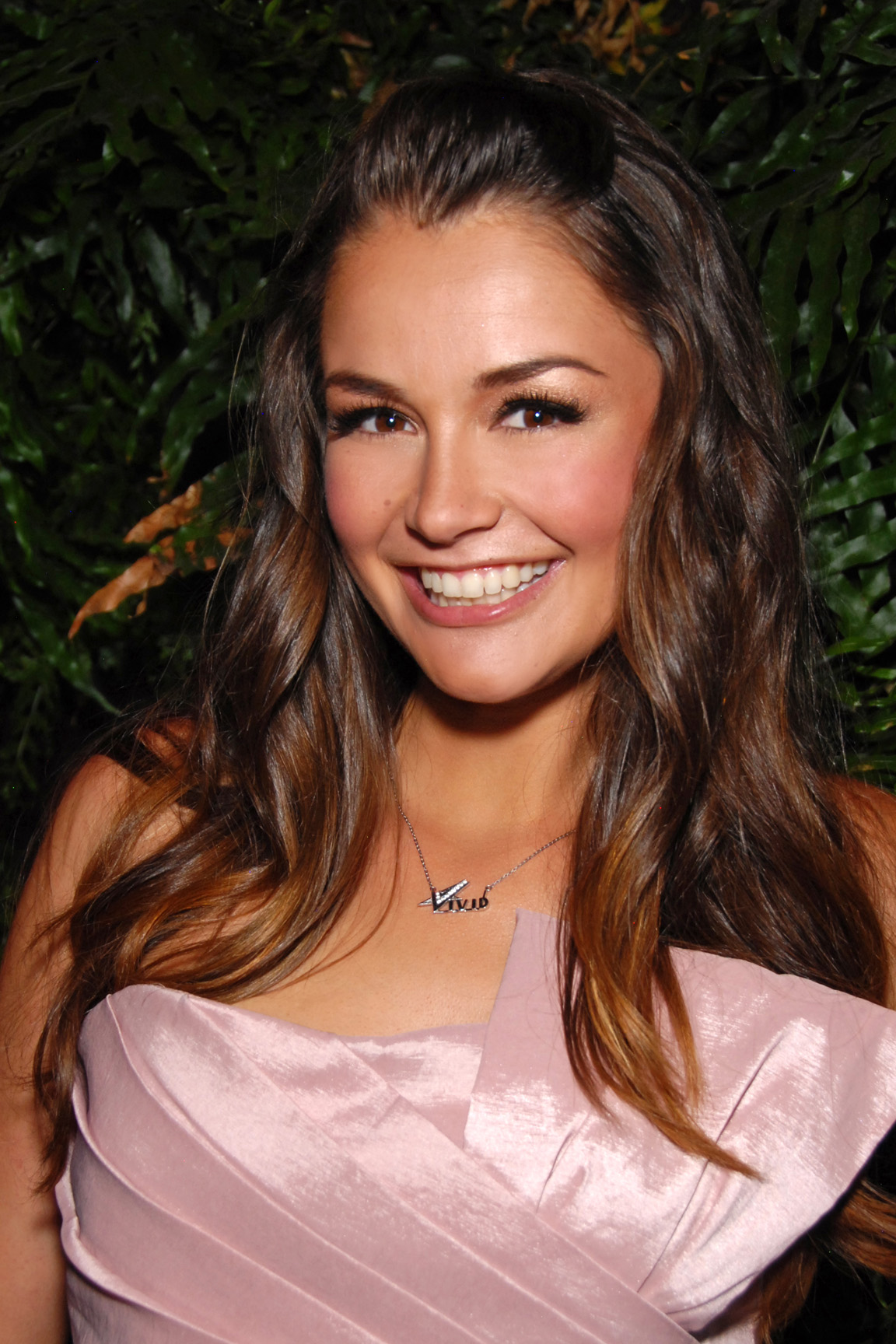
Allie Haze in una foto del 2011.

- Her First Lesbian Experience 3 (2010)
- Homegrown Video 782: Take The Money And Cum (2010)
- I Fuck Myself (2010)
- Interns 1 (2010)
- It's Okay She's My Stepdaughter 4 (2010)
- Legends and Starlets 3 (2010)
- Lesbian Adventures: Strap-On Specialists 2 (2010)
- Lesbian Beauties 6: Latinas (2010)
- Lesbian Legal 5 (2010)
- Lesbian Office Seductions 4 (2010)
- Lesbian Seductions 31 (2010)
- Lesbian Seductions 33 (2010)
- Liquid Gold 19 (2010)
- Look at Me Whore 2 (2010)
- Masturbation Nation 8 (2010)
- More Cushion For The Pushin 4 (2010)
- My Sister's Hot Friend 19 (2010)
- Naughty Rich Girls 2 (2010)
- Nerdsworld (2010)
- Net Skirts 3.0 (2010)
- Only Teen Blowjobs 9 (2010)
- Pound The Round POV 5 (2010)
- Promotions Company 4260: Allie Haze (2010)
- Pure 18 14 (2010)
- Raw 6 (2010)
- Road Queen 13 (2010)
- Road Queen 15 (2010)
- Rocco's American Adventures (2010)
- Secretary's Day 4 (2010)
- She's My Man 7 (2010)
- Sinderella and Me (2010)
- Sloppy Girl 1 (2010)
- Slumber Party 4 (2010)
- Starlets 2010 (2010)
- Teens Like It Big 8 (2010)
- Unseasoned Players 3 (2010)
- We Suck 3 (2010)
- Women Seeking Women 59 (2010)
- Women Seeking Women 60 (2010)
- You've Been Busted 2 (2010)
- 10 Things I Hate About Love (2011)
- 21 Ways To Suck A Cock (2011)
- Adventures in Babysitting (2011)
- Allie Haze: True Sex (2011)

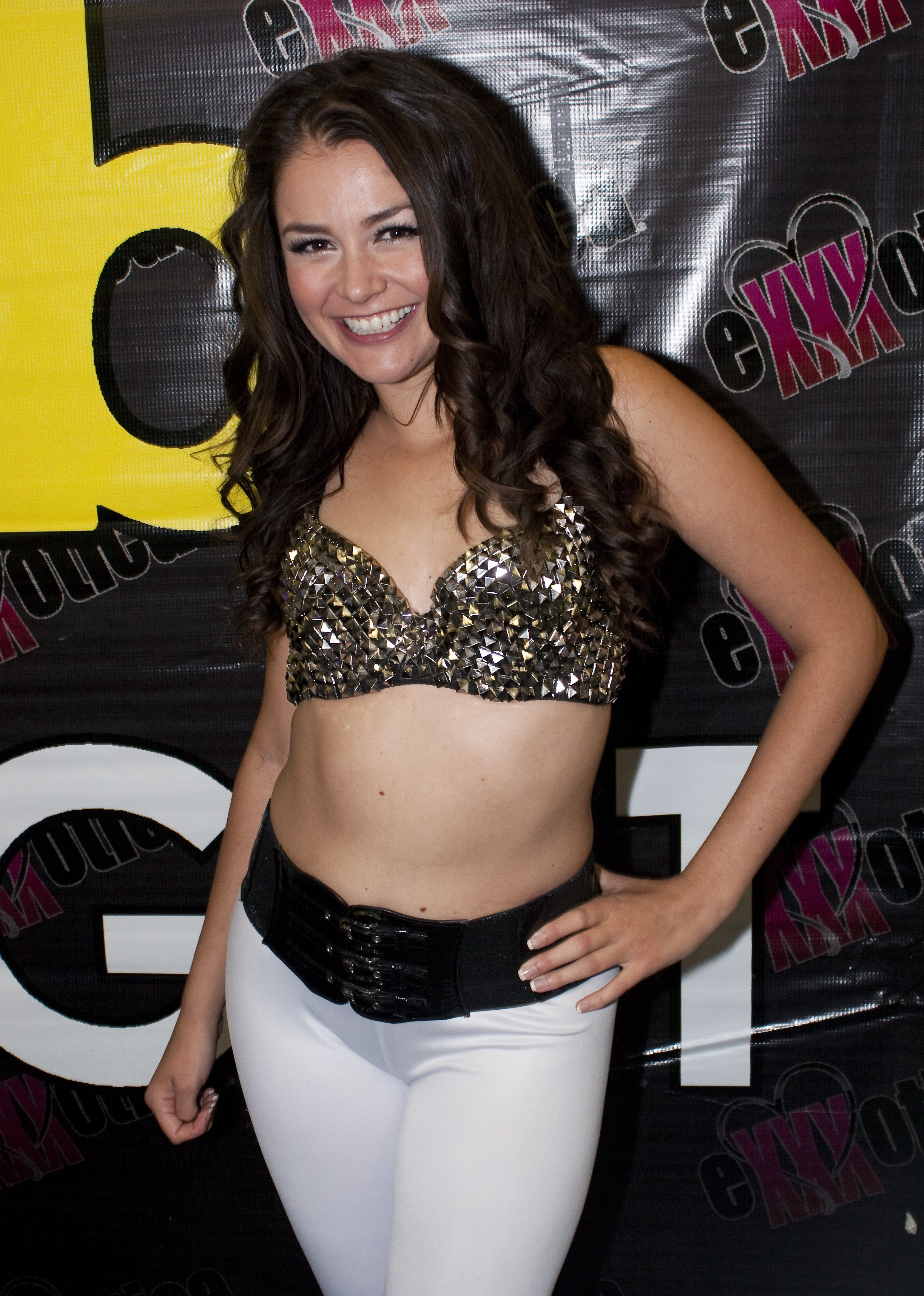
Allie Haze in una foto del 2014.

- American Cocksucking Sluts 1 (2011)
- ATK Socially Active Babes (2011)
- Bachelorette Parties 2 (2011)
- Big Ass Cheerleaders 2 (2011)
- Bush 1 (2011)
- Cuckold Club 1 (2011)
- Cum Glazed 2 (2011)
- Cuties 2 (2011)
- Dirty Kinky Fun (2011)
- Downtown Girls 3 (2011)
- Fantasy Solos 1 (2011)
- Foot Fuckers (2011)
- Girl Crush 2 (2011)
- Girlfriends 3 (2011)
- Girls in White 2011 3 (2011)
- Interns 2 (2011)
- Jessica Drake's Guide to Wicked Sex: Fellatio (2011)
- Julia Ann Loves Girls (2011)
- Lesbian House Hunters 6 (2011)
- Lesbian Office Seductions 5 (2011)
- Lez-Mania 2 (2011)
- Little Part of Me (2011)
- Lost And Found (2011)
- Magical Feet 13 (2011)
- Massage School Girls (2011)
- Mother-Daughter Exchange Club 20 (2011)
- Nina Hartley's Pussy Party (2011)
- Office Perverts 7 (2011)
- Official Sex Rehab Parody (2011)
- Playboy Radio 5 (2011)
- Porn's Most Outrageous Outtakes 5 (2011)
- POV Auditions 1 (2011)
- Real Porn Stars of Chatsworth (2011)
- Recipe For Romance (2011)
- Saturday Night Fever XXX: An Exquisite Films Parody (2011)
- Sloppy Girl 2 (2011)
- Solo Sweethearts 1 (2011)
- Stalker 1 (2011)
- Strap Attack 14 (2011)
- Sybian Scam (2011)
- Teach Me 1 (2011)
- Teacher 3 (2011)
- Teenage Wasteland (2011)
- Afternoon Delight (2012)
- All Star Celebrity XXX: Allie Haze (2012)Allie Haze in una foto del 2014.
- Allie Haze Loves Girls (2012)
- Allie Haze: Peep Show (2012)
- Allie Haze's Been Blackmaled (2012)
- American Cocksucking Sluts 2 (2012)
- Big Ass Jack Off (2012)
- Couples Camp 2 (2012)
- Cum Fury (2012)
- Fifty Shades of Grey: A XXX Adaptation (2012)
- Fuck Me Like A Whore (2012)
- I Love Sex (2012)
- Just Tease 3 (2012)
- Lesbian Love Connections (2012)
- Lesbian Voyeur (2012)
- Massive Asses 6 (2012)
- Massive Facials 5 (2012)
- Molly's Life 15 (2012)
- Monster Dicks For Young Chicks 9 (2012)
- Nerdy Girls (2012)
- Overnight (2012)
- Performers of the Year 2013 (2012)
- Pornstars in the Making 2 (2012)
- Project Spotlight: Tiffany Tyler My First Anal (2012)
- Spare the Rod 3 (2012)
- Star Wars XXX: A Porn Parody (2012)
- Toying With Your Emotions (2012)
- Troubled Youth (2012)
- Women at Work 2 (2012)
- X-Men XXX: A Porn Parody (2012)
- Young Pussy Lust 1 (2012)
- Allie Haze: Natural Beauty (2013)
- Booty Pageant (2013)
- Bound By Desire 2: Collard and Kept Well (2013)
- Bound By Desire: A Leap of Faith (2013)
- Clerks XXX: A Porn Parody (2013)
- Divorcees (2013)
- Gag Reflex (2013)
- Hardcore Allure 2 (2013)
- How to Train a Delinquent Teen 3 (2013)
- I Need Some Alone Time (2013)
- If You Only Knew (2013)
- Jessica Drake's Guide To Wicked Sex: Woman to Woman (2013)
- Lesbian Doms and Subs 2 (2013)
- Lovers' Guide to 50 Shades (2013)
- My Friend's Hot Girl 6 (2013)
- OMG... It's the Spice Girls XXX Parody (2013)
- Remy 2 (2013)
- Suck Balls 3 (2013)
- There's Something About Lexi Belle (2013)
- XXX Adventures of Hawkman and Hawkgirl: An Extreme Comixxx Parody (2013)
- Wanted, regia di Stormy Daniels (2015)